# Deuxième circonscription de Boloso Sorie
La deuxième circonscription de Boloso Sorie est une des 121 circonscriptions législatives de l'État fédéré des nations, nationalités et peuples du Sud, elle se situe dans la Zone Wolaita. Son représentant actuel est Haylemaryam Desalegn Boshe.